# Светско првенство у хокеју на леду 2010 — Дивизија III
Светско првенство у хокеју на леду - Дивизија III 2010. је хокејашки турнир који се одржава под окриљем Светске хокејашке федерације (ИИХФ).

## Учесници

### Група А
| Репрезентација | Сезона 2009                           |
| -------------- | ------------------------------------- |
| Луксембург     | Домаћин,3. место у Дивизији III 2009. |
| Грчка          | 4. место у Дивизији III 2009.         |
| Ирска          | 5. место у Дивизији III 2009.         |
| УАЕ            | Први пут учествује                    |

### Група Б
| Репрезентација | Сезона 2009.                                           |
| -------------- | ------------------------------------------------------ |
| Северна Кореја | 6. место на Дивизија II Група А (Испали у Дивизију II) |
| Јужна Африка   | 6. место на Дивизија II Група Б (Испали у Дивизију II) |
| Јерменија      | Домаћин, Нису учествовали                              |
| Монголија      | 6. место у Дивизији III 2009.                          |

## Такмичење

### Група А
Мечеви групе А играли су се у Кокелшеуеру (Луксембург)

#### Резултати
| Датум     | Репрезентација | Репрезентација | Резултат            |
| --------- | -------------- | -------------- | ------------------- |
| 14.4.2010 | Грчка          | УАЕ            | 7:1 (2:1, 1:0, 4:0) |
| 14.4.2010 | Ирска          | Луксембург     | 6:4 (0:0, 5:1, 1:3) |
| 15.4.2010 | Грчка          | Ирска          | 1:3 (1:0, 0:3, 0:0) |
| 15.4.2010 | Луксембург     | УАЕ            | 3:2 (1:0, 1:1, 1:1) |
| 17.4.2010 | УАЕ            | Ирска          | 2:8 (0:2, 0:4, 2:2) |
| 17.4.2010 | Луксембург     | Грчка          | 1:2 (0:0, 0:1, 1:1) |

#### Табела
| 1 | Ирска      | 3 | 3 | 0 | 0 | 0 | 17 | 7  | 10  | 9 |
| 2 | Грчка      | 3 | 2 | 0 | 0 | 1 | 10 | 5  | 5   | 6 |
| 3 | Луксембург | 3 | 1 | 0 | 0 | 2 | 8  | 10 | -2  | 3 |
| 4 | УАЕ        | 3 | 0 | 0 | 0 | 3 | 5  | 18 | -13 | 0 |

 Ирска се пласирала у Дивизију II.

### Група Б
Мечеви групе А играли су се у Јеревану (Јерменија)

#### Резултати
| Датум     | Репрезентација | Репрезентација | Резултат             |
| --------- | -------------- | -------------- | -------------------- |
| 14.4.2010 | Монголија      | Северна Кореја | 1:22 (0:7, 0:9, 1:6) |
| 14.4.2010 | Јужна Африка   | Јерменија      | 2:9 (1:4, 1:3, 0:2)  |
| 15.4.2010 | Јужна Африка   | Монголија      | 12:1 (5:1, 6:0, 1:0) |
| 15.4.2010 | Северна Кореја | Јерменија      | 6:7 (3:1, 2:5, 1:1)  |
| 17.4.2010 | Северна Кореја | Јужна Африка   | 4:3 (1:0, 1:1, 2:2)  |
| 17.4.2010 | Јерменија      | Монголија      | 15:0 (6:0, 5:0, 4:0) |

#### Табела
| 1 | Јерменија      | 3 | 3 | 0 | 0 | 0 | 31 | 8  | 23  | 9 |
| 2 | Северна Кореја | 3 | 2 | 0 | 0 | 1 | 32 | 11 | 21  | 6 |
| 3 | Јужна Африка   | 3 | 1 | 0 | 0 | 2 | 17 | 14 | 3   | 3 |
| 4 | Монголија      | 3 | 0 | 0 | 0 | 3 | 2  | 49 | -47 | 0 |

### За треће место
Јужна Африка -  Монголија 8:3 (3:1, 1:2, 4:0)

### Финале
Јерменија -  Северна Кореја 2:5 (1:2, 1:2, 0:1)
 Северна Кореја се пласирала у Дивизију II.